# ایندیو (بازیکن فوتبال، زاده ۱۹۹۶)
ایندیو (پرتغالی: Índio؛ زادهٔ ۲۸ فوریهٔ ۱۹۹۶) بازیکن فوتبال در پست مهاجم اهل برزیل است.

## باشگاهی
از باشگاه‌هایی که در آن بازی کرده‌است می‌توان به باشگاه ورزشی واسکو دوگاما، باشگاه فوتبال آرسنال، باشگاه فوتبال سانتوس اشاره کرد.

## تیم ملی
وی همچنین در تیم ملی فوتبال زیر ۱۷ سال برزیل بازی کرده‌است.